# Hellenisztikus művészet

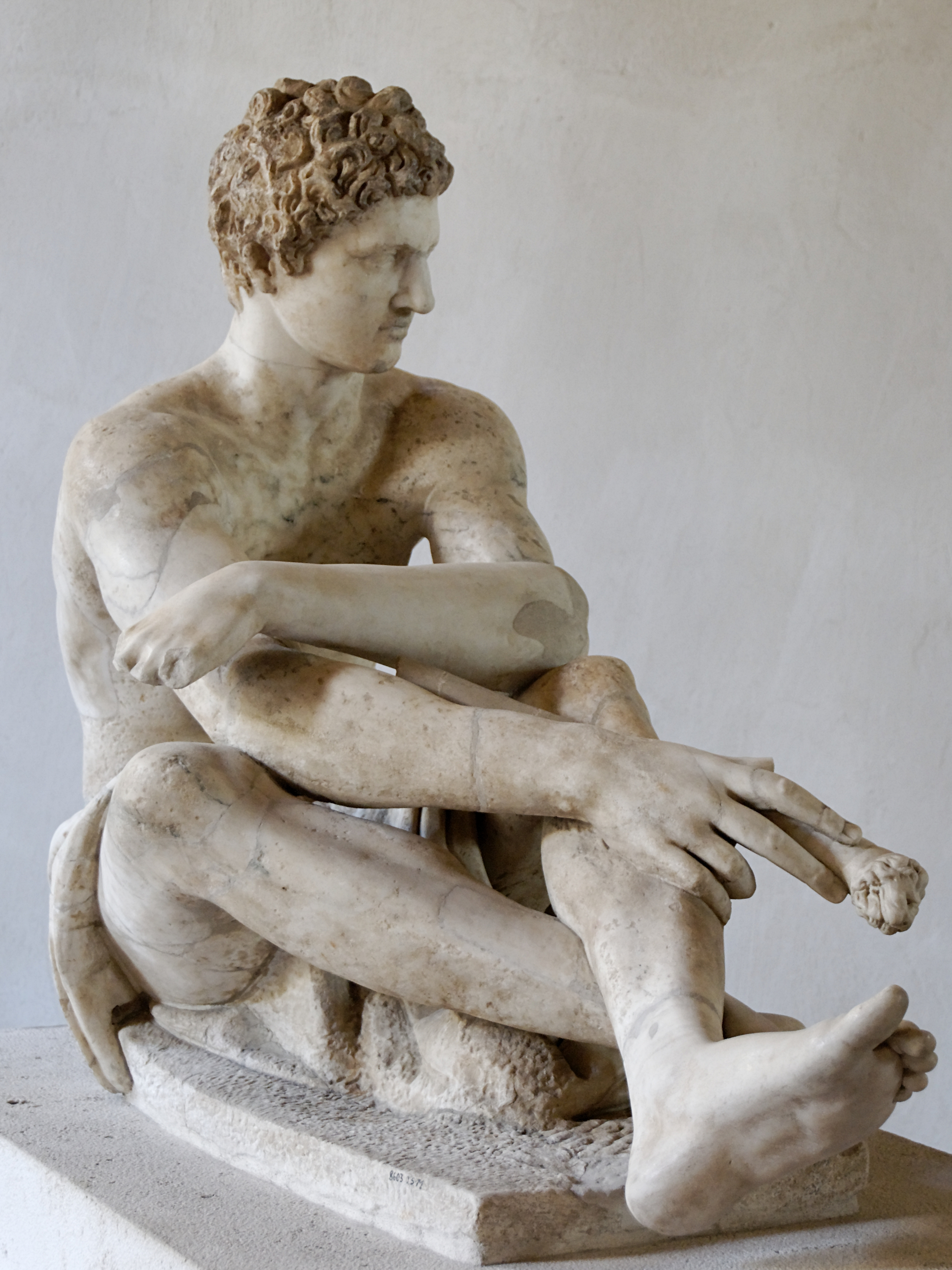
Ülő harcos, eklektikus eredeti római másolata

Kelta vezér és felesége. Pergamoni hellenisztikus művészet

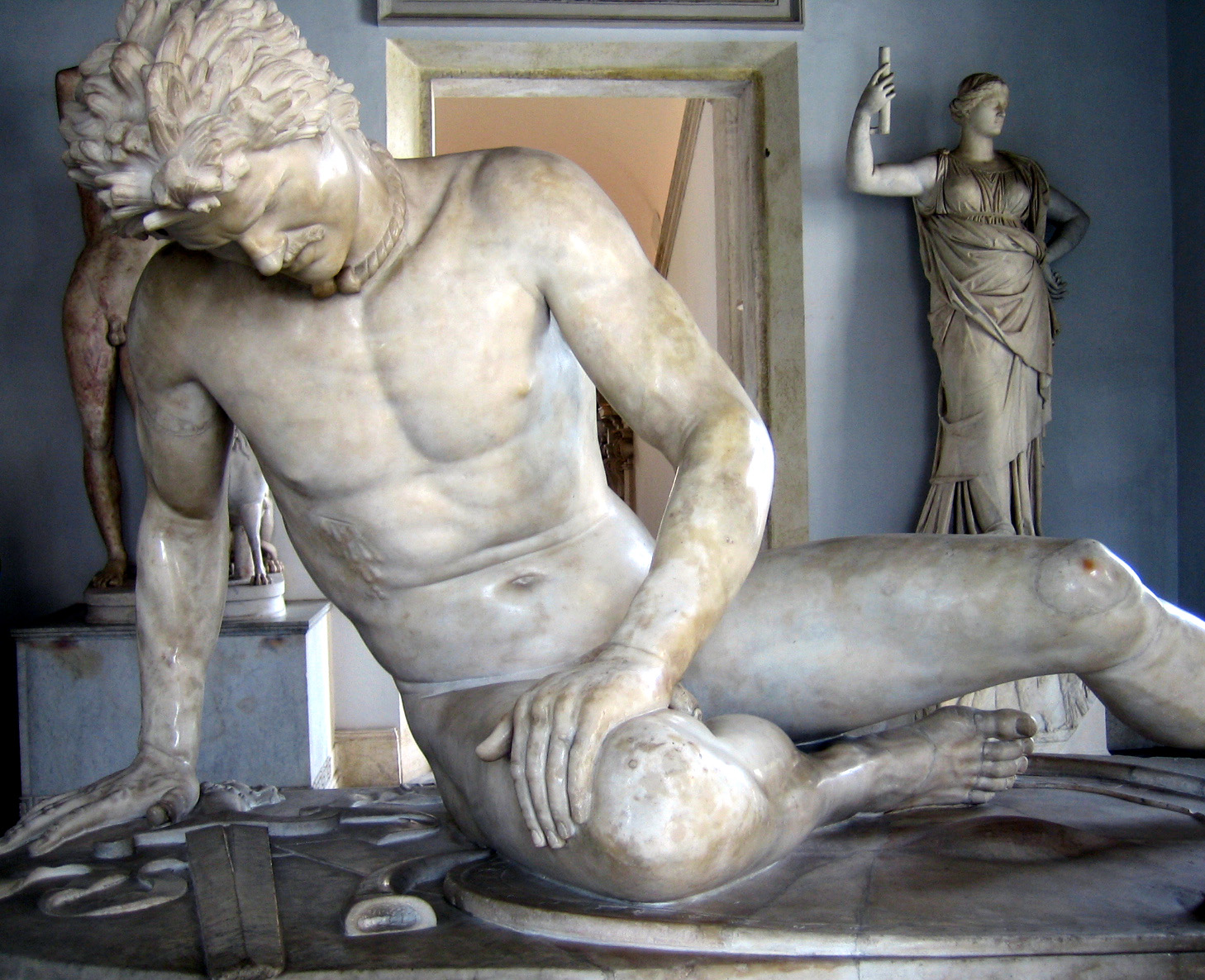
Haldokló gallus. Pergamoni hellenisztikus művészet

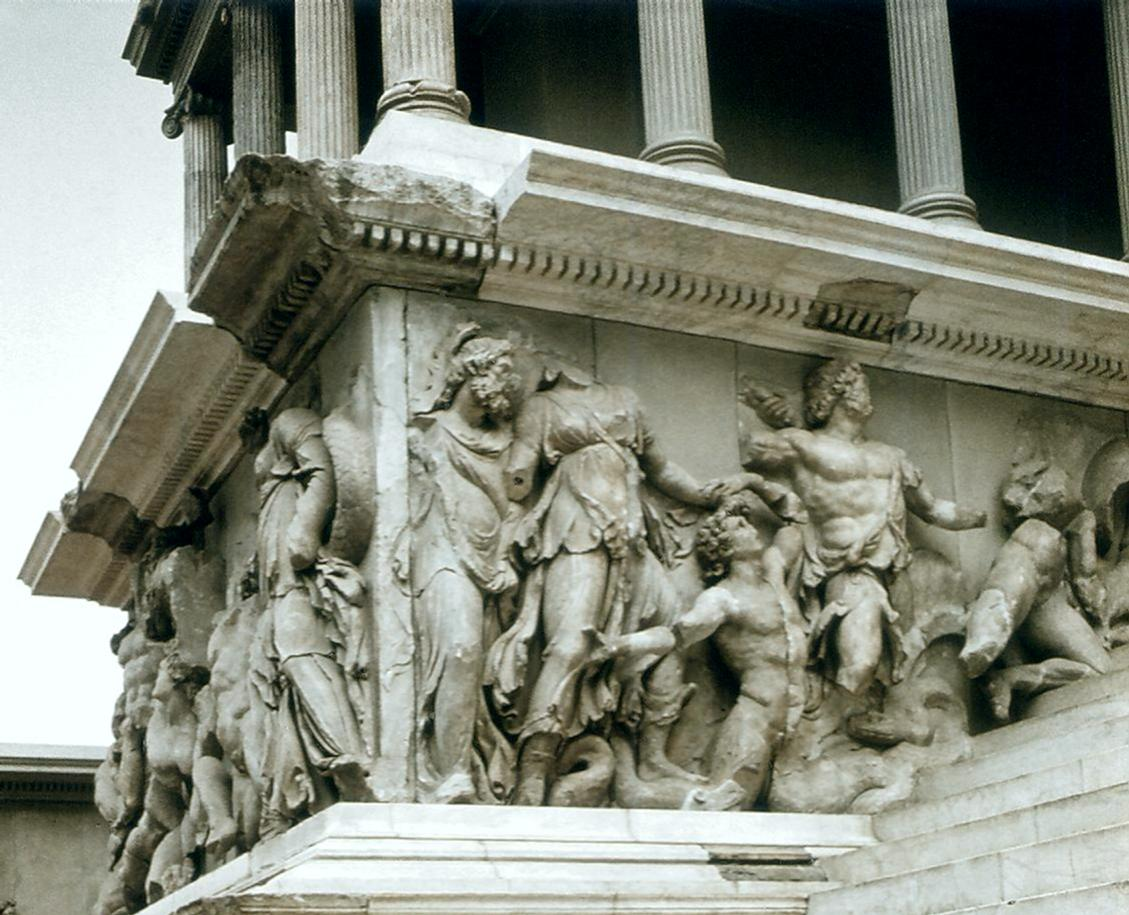
Berlin, Pergamon-múzeum: A Zeusz-oltár részlete

A hellenisztikus művészet vagy hellenizmus nemcsak az ókori Görögországban volt jelentős. E kulturális hatás számos nép életében és művészetében nyomot hagyott. Hellenizálódtak a zsidók és a rómaiak, de Nagy Sándor egykori birodalmán belül is alig akadt nép, melyet ne ért volna jelentősebb hatás. Ezért a hellenizmus művészetének fogalmának kiterjesztése jogos és elfogadott. A hellenisztikus művészet fogalmán az ókori Elő-Ázsia és Egyiptom Kr. e. 3. és 1. századi művészetét értik. Megjegyzendő, hogy hellenisztikus művészet alatt néha az egész hellenisztikus világ művészetét értik.
Ezeken a területeken a görög nyelv játszott főszerepet. Görögre fordították a Bibliát, a rómaiak körében is az számított műveltnek, aki beszélt görögül. A rómaiak művészete mégsem tartozik ide, azonkívül, hogy hellenizálódtak, önálló kultúrát hoztak létre. Viszont a mai közel-keleti területeken élő kisebb népeknek ez nem adatott meg.
A kor megrendelői hatalommal bíró uralkodók voltak, a portrészobrászatban ezért megjelenik az egyénítés. Az egyes városállamok külön kis birodalmakká válnak, ahol virágzik a városépítészet; például: Milétosz.

## Pergamon művészete
Virágzik a városépítészet. A szobrászatban a vezető szerep az emlékműszobrászaté, gyakori és kedvelt téma a barbárok ábrázolása. A felettük való győzelem emlékére épült emlékművek bronzszobrai római másolatban maradtak az utókorra (Kelta vezér és felesége, Haldokló gallus). A pergamoni – és a hellenisztikus – domborműszobrászat legnagyobb teljesítménye a Nagy oltár (ún. Pergamoni Zeus-oltár) Gigászok harcát ábrázoló domborműve.

## Alexandriai művészet

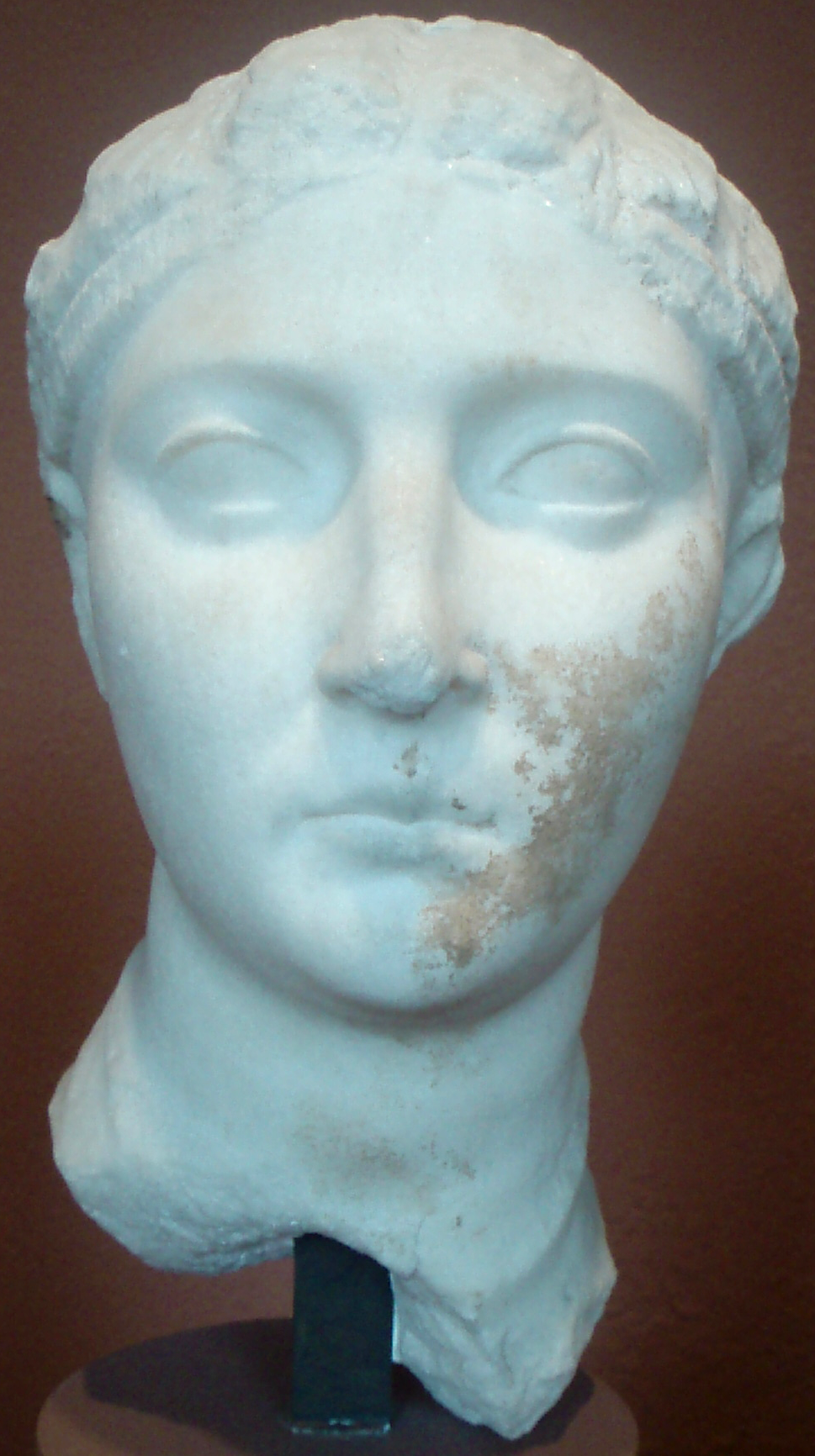
III. Arszinoé márvány portréja, Kr. e. 235 k. (Boston, Museum of Fine Arts)

Alexandriai művészeten e városállam művészetét értik a hellenizmus korában, tágabb értelemben, a római császárkorban is. Az alexandriai művészet önálló létét Th. Schreiber vetette fel, aki a hellenizmus művészetének legtöbb irányzatát Alexandriából kiindulva vezette le. Elmélete megdőlt, de az alexandriai művészet önálló létjogot nyert. Az ókori város emlékei viszont legnagyobbrészt elpusztultak, illetve a modern város ráépült az ókori romokra, így sajnos az építészetből nem sok maradt fenn. Annyi tisztázott, hogy a legfinomabb faragott mészkövet használták, ezt stukkóborítással látták el, az épületeket esetenként fémdíszekkel és kárpittal is ellátták. A sírépítészet a kora hellenisztikus lakóház-típusból alakult önálló térrendszerré. Jellemző a szimmetria és a monumentalitás. Sírokat sziklába is vájtak, ezeket hypogaenumoknak nevezték. Ezeket görög stílusú freskókkal borították, a későbbiekben az egyiptomi hagyományokkal keveredő stílus jött létre.
A hellenisztikus művészet fő irodalmi központja is Alexandria volt. A ma ismert legnagyobb görög nyelvű egyiptomi történetíró az i. e. 3. században élt Manethón volt, aki a fáraók dinasztiáinak történetét dolgozta fel. A hellenisztikus kor leghíresebb könyvtára – nemcsak egyiptomi, hanem világviszonylatban is – az alexandriai könyvtár volt Egyiptomban, amely az ókori Európa tudományos fejlődésére is nagy hatással volt.
A szobrászat fejlődése nagyjából egyezik a hellenizmus görög szobrászatáéval. Egyedi vonásai alakultak ki, a praxitelészi és szkopaszi hagyomány ötvöződött, a finom részletek megalkotásakor stukkót használtak. Kedvelték az életképeket, a karikaturisztikus megjelenítést.
Jelentős emlékek:
- I. Ptolemaiosz portréja
- Az alexandriai királyi negyedből előkerült szobortorzók
- Királynőfej az alexandriai Sarapieionból
- A memfiszi Sarapieion szoborcsoportja

A festészetet csak vázaképek és leírások alapján ismerjük. A fennmaradt írások tanúsága szerint az itteni festőket az egyszerűsítésre való törekvés jellemezte. Rendkívül sok mozaik maradt fenn. Alexandriában alakult ki a nílusi tájképfestészet, ami a Római Birodalom művészetében továbbélt.